# メタセコイア
メタセコイア（学名: Metasequoia glyptostroboides）は、裸子植物マツ綱のヒノキ科メタセコイア属に分類される落葉針葉樹の1種である（図1）。メタセコイアは、メタセコイア属（アケボノスギ属）の唯一の現生種である。葉は短枝に羽状に対生し、秋に紅葉して枝とともに落ちる。中国中部原産であるが、世界各地の公園や並木などに植えられている。メタセコイア属は化石植物として1941年に提唱されたが、そのすぐ後によく似た植物が中国で生き残っていることが発見されたため、生きている化石とも呼ばれる。
英名では dawn redwood とよばれ（dawn は曙、始まり、兆しなどの意味、redwood はセコイアのこと）、これを元に和名ではアケボノスギともよばれる。学名である Metasequoia glyptostroboides の属名は「後のセコイア」、種小名は「スイショウ属 (Glyptostrobus) に似ている」の意味である。

## 特徴
落葉高木であり、高さ10 - 20メートル (m)、大きなものは高さ50 m、幹の直径 2.5 m になる（図1, 2a）。幹はしばしばデコボコになり、樹皮は若木では赤褐色、成木では灰褐色、縦に細長く剥がれる（下図2b）。樹冠は若木では円錐形、主枝は不規則に輪生し斜立、枝は対生または対生状につき、宿存性の長枝と一年生の短枝がある。短枝には下記のように多数の葉がついて全体で卵形から楕円形（下図2c）、3–7 × 1.5–4 センチメートル (cm)、秋に落枝し、落枝痕は円く白色、腋に冬芽が1–2個つく。冬芽は長さ2–5ミリメートル (mm)、先端は鈍頭、芽鱗は対生し黄褐色、約 2–2.5 × 2–2.5 mm。
葉は短枝に対生して2列羽状につき、扁平な線形で 8-30 × 1-2 mm、先端は尖るが柔らかく、基部でねじれて無柄、向軸側（表側）は明緑色で中肋は窪み、背軸側（裏面）は緑白色で中肋は突出し、4–8列の気孔からなる気孔帯があるが不明瞭（下図2c）。葉は秋に赤褐色になり、枝についたまま落ちる。紅葉しはじめは短枝に緑色が残り、時間が経つにつれて葉が淡い橙色からレンガ色、赤茶色へと色が濃くなる。

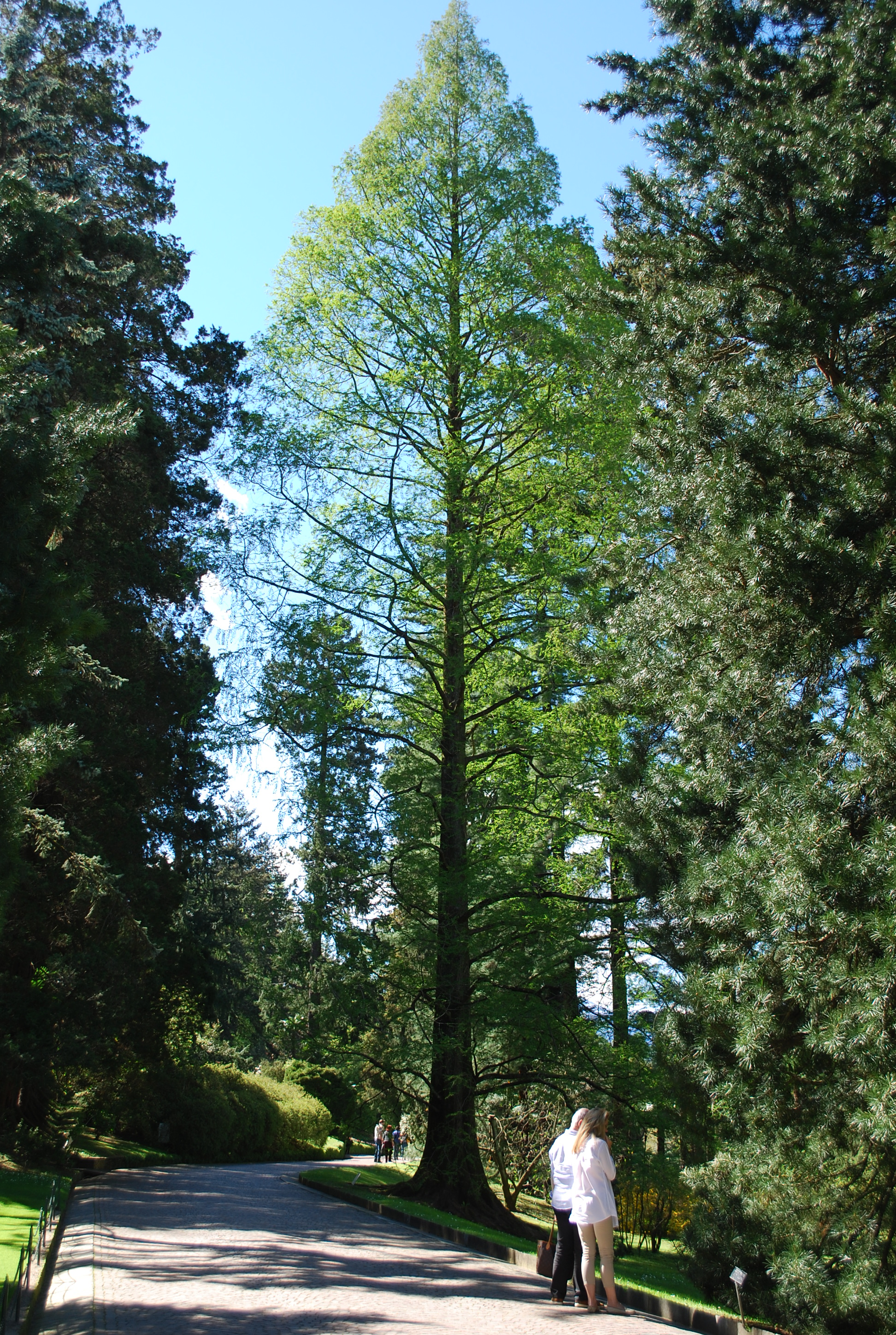
2a. 樹形
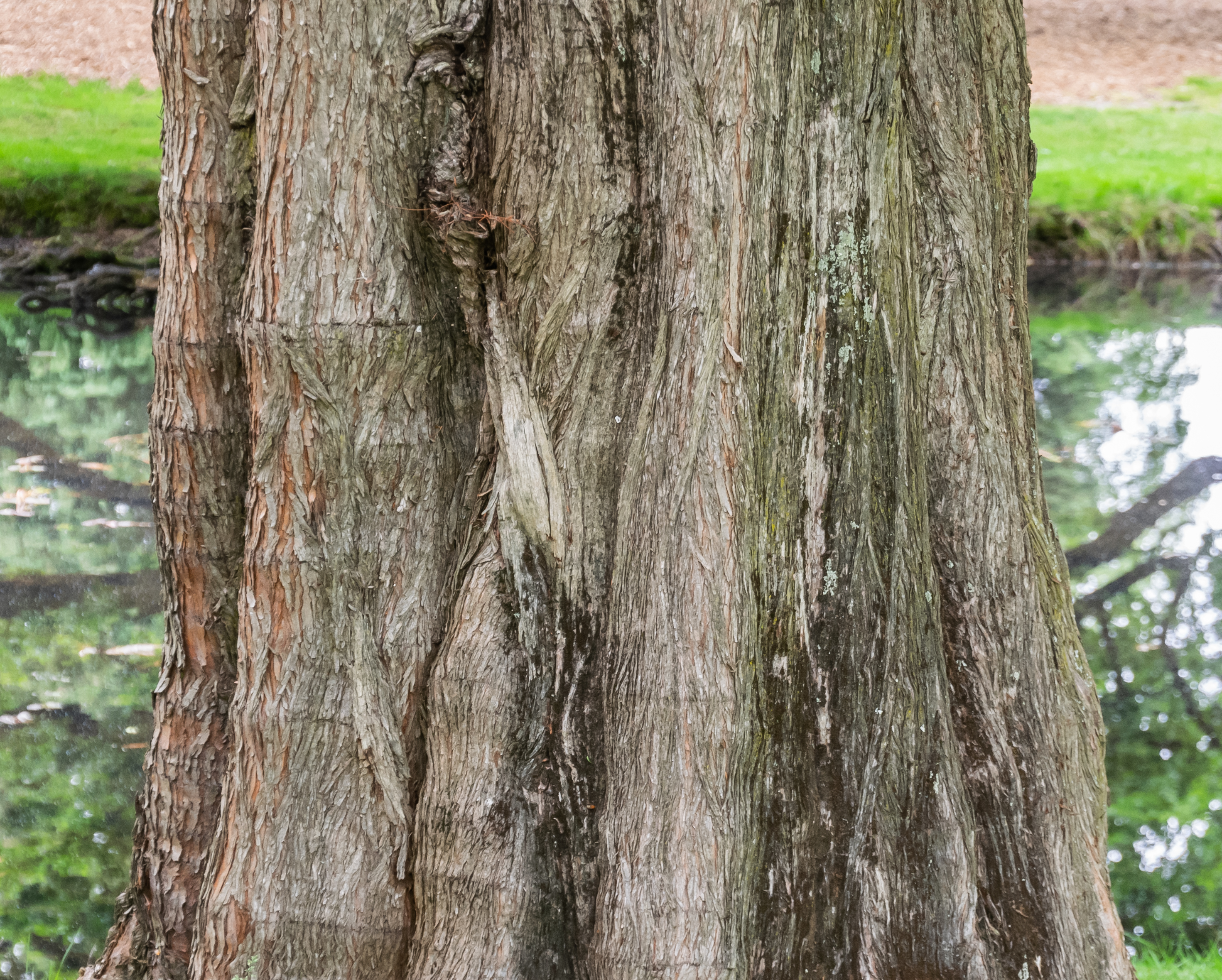
2b. 樹皮
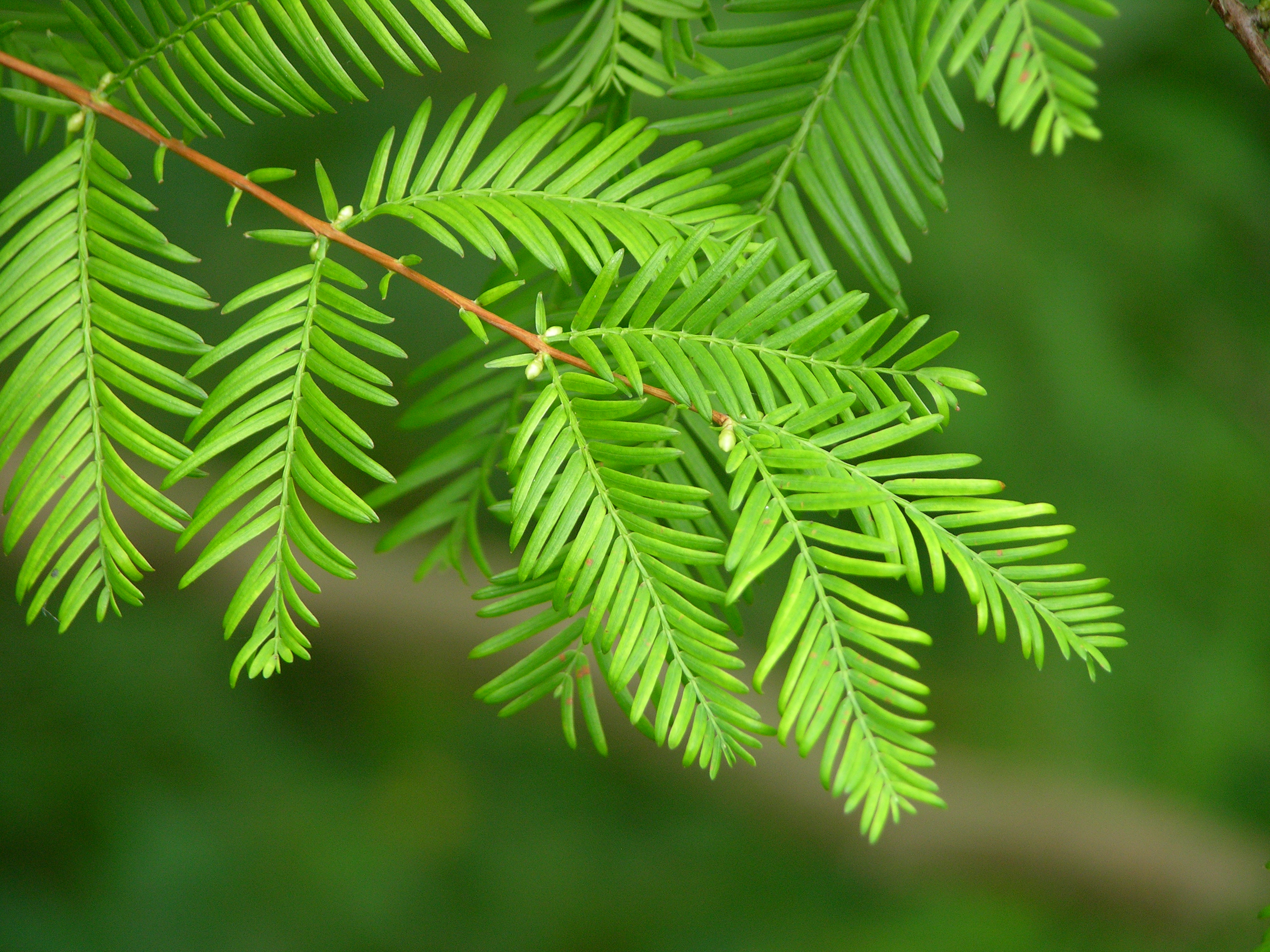
2c. 枝葉

雌雄同株、"花期"は葉の展開前であり、2–3月。雄球花（"雄花"）は卵形、2.5–5.5 × 2-3.8 mm、短い柄をもち、多数の雄球花が尾状花序のようなまとまりを形成する（下図3a）。雄球花は15-20個の小胞子葉からなり、各小胞子葉は2–3個の花粉嚢をもつ。雄球花は秋に形成されるが、翌春になってから成熟して花粉を放出する。雌球花は前年枝の頂端または亜頂端に単生し、楕円形、およそ 9 × 5.5 mm、短い柄をもつ。
球果は10–12月に熟し、楕円形、1.4-2.5 × 1.6-2.3 cm、成熟に伴って柄が長くなる（下図3b, c）。果鱗は16-30個が対生し、基部はくさび形で上部は盾状、木質、それぞれ種子が5–9個付随する（下図3c）。種子は扁平で倒卵形、約 5 × 4 mm、周囲に翼がある（下図3d）。子葉は2枚。染色体数は 2n = 22。

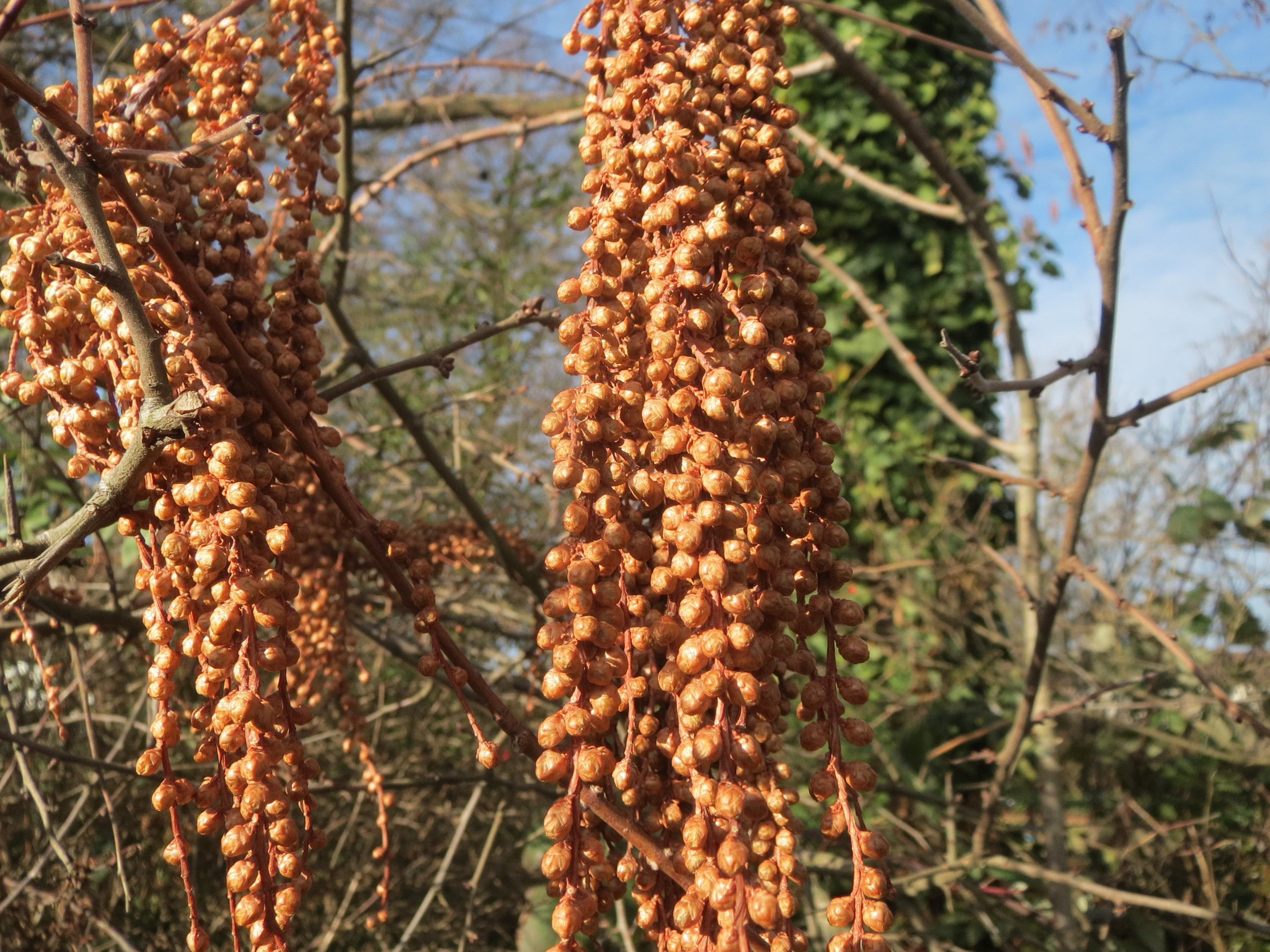
3a. "雄花序"（雄球花の集まり）
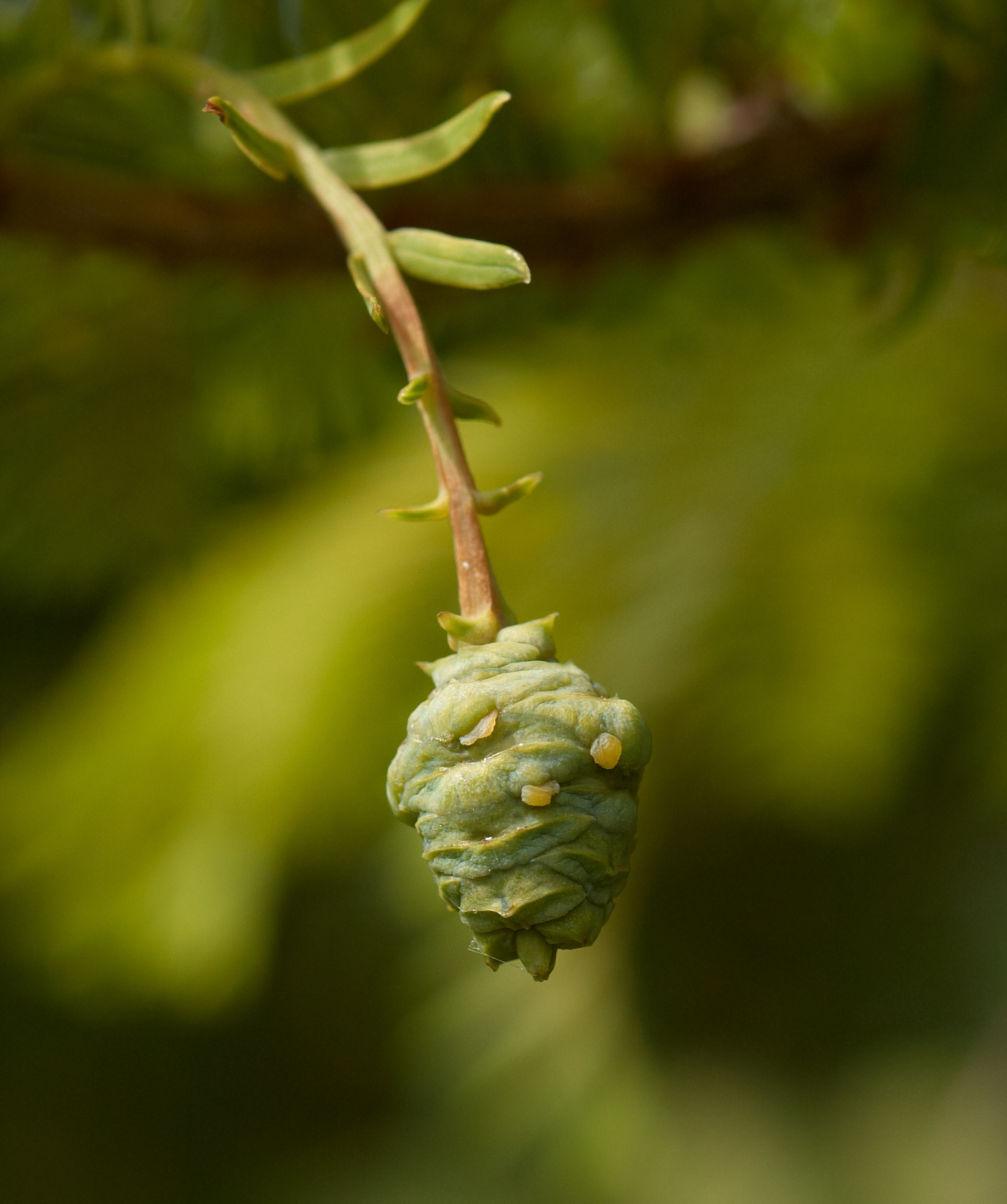
3b. 若い球果
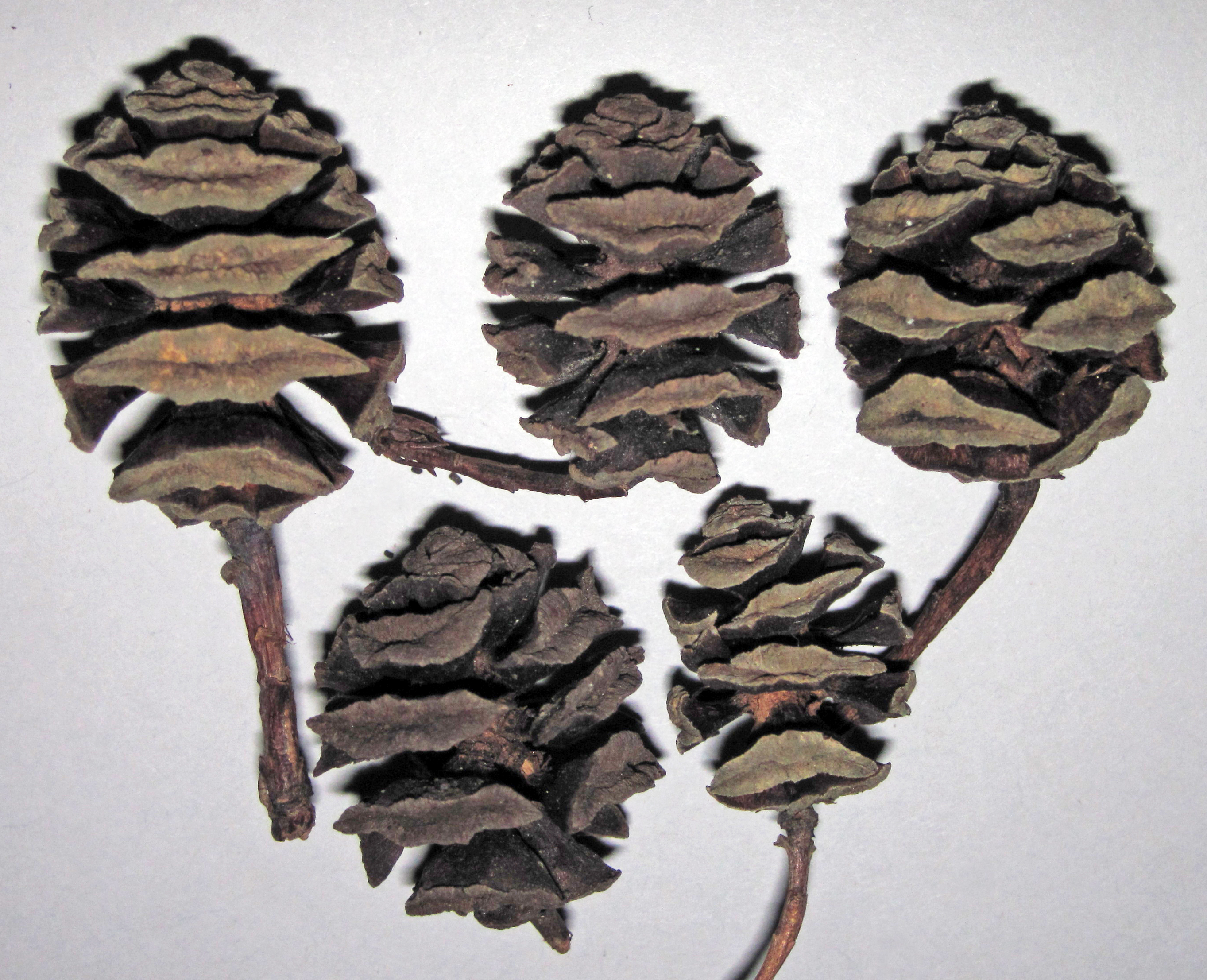
3c. 球果
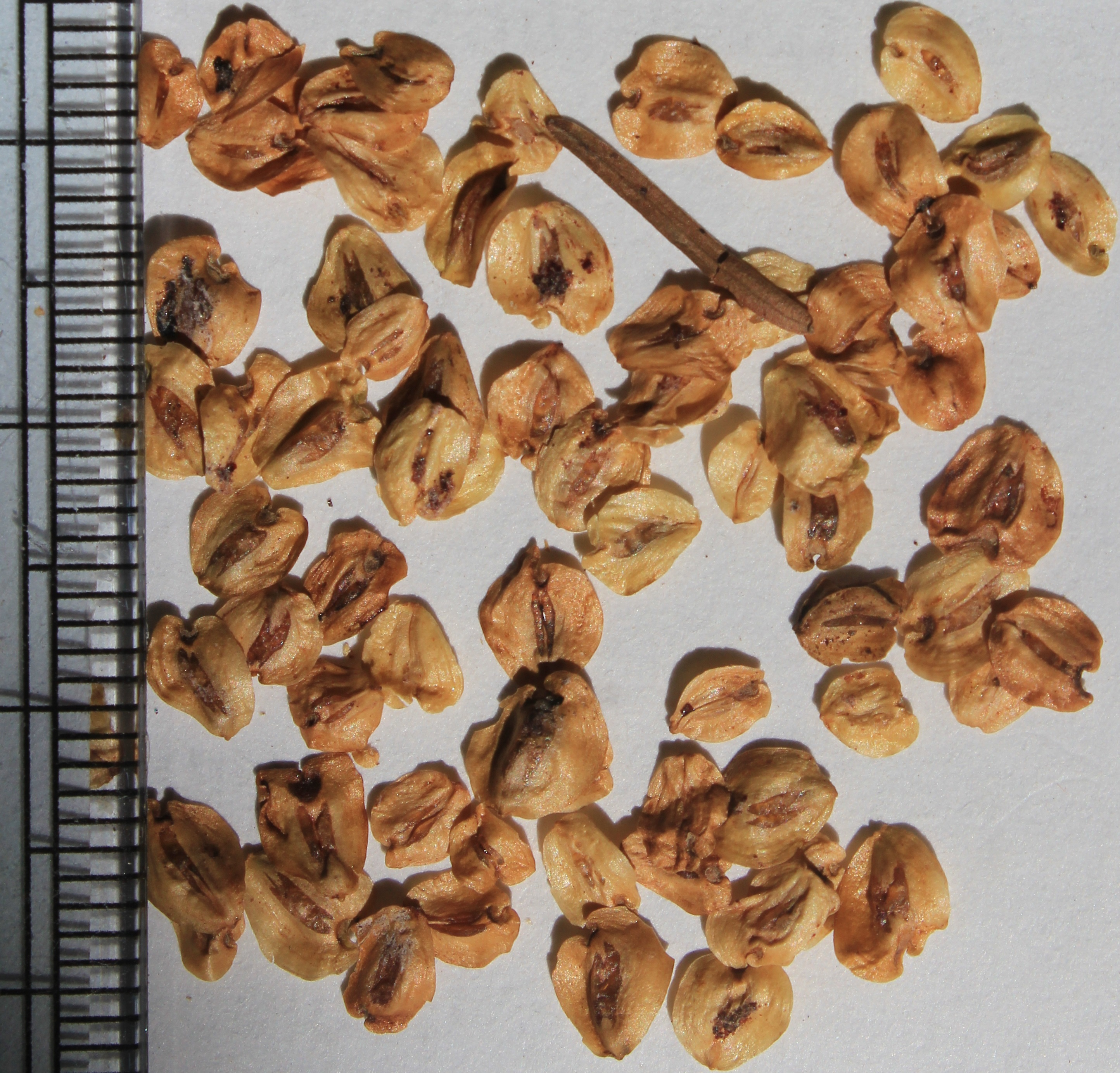
3d. 種子

## 分布・生態
中国中部に分布し、自生とされるもののほとんどは利川県（湖北省）の標高 750–1500 m に分布するが、一部は竜山県（湖南省）、石柱トゥチャ族自治県（重慶市）から報告されている。1947年の調査では、利川市忠路区小河 (Xiaoha) の森には約5000本の成体が確認されている。また下記のように、日本を含む世界各地で植栽されている。植栽されたものは、街路や公園などで見ることができる。
ふつう谷筋や川岸など湿った場所に生育し、斜面など乾燥した場所には見られない。原産地では水田下から大きな根株が見つかることから、水田を開拓する際に伐採されたと考えられている。実生は明るい場所に生育し、耐陰性は低い。成長は極めて速く（特に暖地）、3年で樹高 2 m、十数年で大木になる。樹齢は近縁種のセコイアやセコイアデンドロンほど長くなく、数百年程度とみられている。これらの特徴から、メタセコイアは植生遷移の比較的初期の段階で出現するパイオニア植物であり、洪水などによって植生が繰り返し更新される環境に生育していたものと考えられている。
国際自然保護連合 (IUCN) のレッドリストでは、絶滅危惧種（EN）に指定されている。

## 人間との関わり

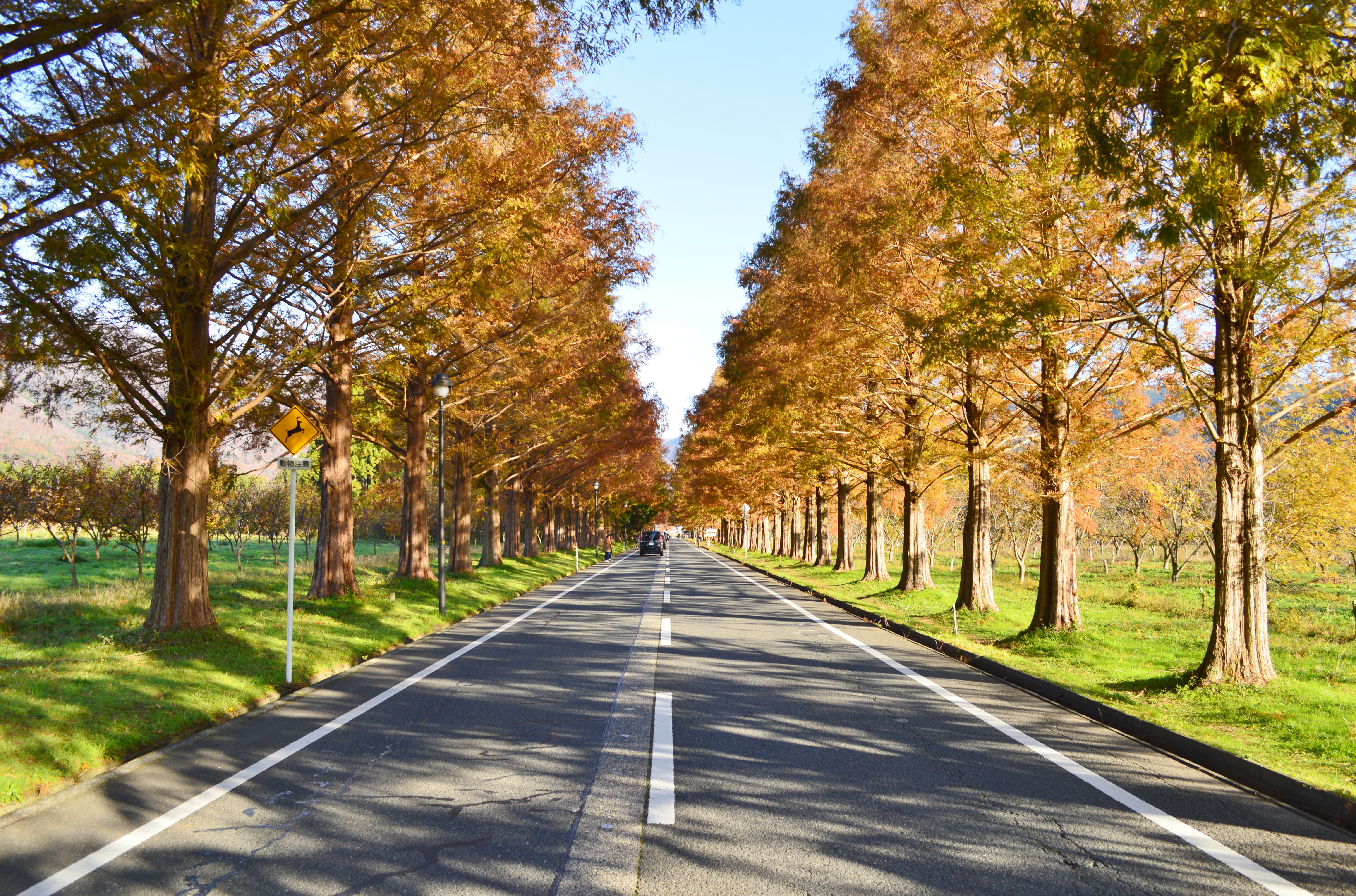
4. 紅葉したメタセコイア並木（滋賀県高島市、マキノ高原）

下記のように化石植物として報告されたものとほとんど同じ植物が生きていたことからメタセコイアは注目を集め、「生きている化石」とよばれるようになった。また成長が速く樹形が美しいことから、観賞用に世界中で植栽されている（図4）。材を利用するために造林されることもあるが、材はもろくあまり有用ではないとされる。実生または挿し木で増やす。病虫害は少なく、太い枝が切れても数年で傷口を塞ぐ修復力をもつことが知られている。
1948年に米国の植物学者であるチェイニー（Ralph W. Chaney）が発見直後のメタセコイアの種子を持ち帰って播種育成し、
1949年には昭和天皇に苗木と種子を献上。苗木は皇居の花陰亭脇の林間に移植された。1950年には化石植物としてのメタセコイア属の提唱者である大阪市立大学教授の三木茂が結成したメタセコイア保存会に100本の苗が送られ、保存会から日本国内の研究機関や自治体の植物園に配布された。現在では日本各地の公園、街路樹、校庭などに植えられている。
滋賀県高島市のメタセコイア並木は、日本紅葉の名所100選、新・日本街路樹百景に選定されている（図4）。また東京都葛飾区の水元公園も「メタセコイアの森」の紅葉で名高い。
メタセコイアの花言葉は、「平和」とされる。

## 分類

### 発見の経緯
メタセコイア類の化石は北半球の第三紀地層からしばしば見つかっていたが、当初はセコイア属などに分類されていた。しかしセコイア属とは異なり、枝や葉、球果の鱗片が互生ではなく対生すること、また常緑性ではなく落葉性と考えられることなどから、1941年に古植物学者の三木茂によって新属 Metaseqouia が提唱され（Miki, 1941 ）、セコイア属に分類されていた2つの化石種を、Metasequoia disticha (Heer) Miki (1941) と Metaseqouia japonica (Endo) Miki (1941)に組替えた。当時は絶滅種と考えられており、直後に始まった太平洋戦争の影響でこの論文はほとんどの国外の研究者の目には触れなかったが、中国北京の静生生物研究所の胡先驌はこの論文を読んでいた。
ちょうど同じ頃、中国四川省磨刀渓村（現在は湖北省利川市）で神木とされていた木（「水杉（スイサン）」とよばれていた）の試料が王戦によって採集された。これを元に研究した胡先驌と鄭萬鈞はこの植物が三木が記載したメタセコイア属に属すると考え、1946年に胡先驌が生存するメタセコイア属の植物として発表し、その後1948年に胡先驌と鄭萬鈞がメタセコイア属の新種として記載した。

### 上位分類
古くは、メタセコイアはセコイアなどとともにスギ科に分類されることが多かったが、葉などが対生することからヒノキ科（狭義）に分類されることもあった。しかしスギ科とヒノキ科（狭義）は広義のヒノキ科にまとめられるようになり、2022年現在ではメタセコイアはヒノキ科に分類される。系統的にはセコイア属やセコイアデンドロン属に近縁であると考えられており、これらは合わせてセコイア亜科（Sequoioideae）に分類されている。

### 化石記録

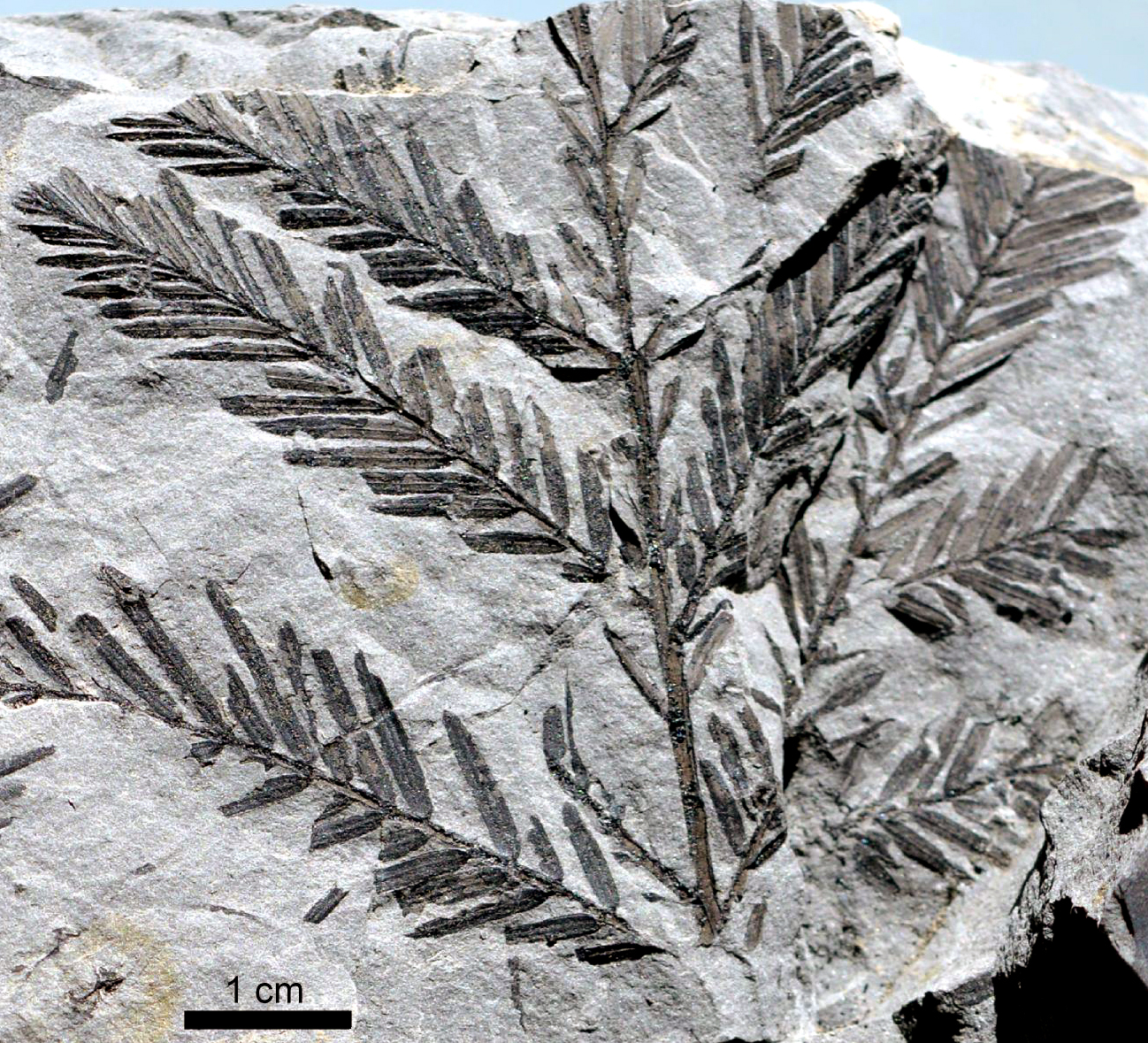
5. Metasequoia occidentalis（暁新世、カナダ）

メタセコイア属は後期白亜紀に出現したと考えられており、シベリア東部、日本を含む北太平洋沿岸、北米から化石が報告されている。日本では福島県広野町の後期白亜紀の地層から発見された化石が、国内最古のメタセコイアの化石とされる。古第三紀になると、北米、グリーンランド、スピッツベルゲン島、シベリア、中国、日本などヨーロッパを除く北半球の北極圏から中緯度に広く分布していたことが示されている（図5）。やがて新第三紀になると寒冷化によって北極圏では見られなくなり、さらに鮮新世までには世界各地で姿を消した。鮮新世後期から前期更新世になると中央アジアと日本列島のみで化石が見つかるようになるが、前期更新世後期には化石記録がなくなる。
化石として見られるメタセコイアの形態は白亜紀以降ほとんど変化しておらず、大部分の化石は Metasequoia occidentalis (J.S.Newberry) Chaney (1951) に分類される（図5）。また M. occidentalis を現生のメタセコイア（M. glyptostroboides）と同種とする意見もある。
愛媛県伊予市の森の大谷海岸では、郡中層（約200万年前、前期更新世）の材化石が海岸の転石となることがある。この材化石は「扶桑木（ふそうぼく）」とよばれて愛媛県の天然記念物に指定されているが、主にメタセコイアに由来すると考えられている。そのため、伊予市ではメタセコイアが市の木に指定されている。また東京都八王子市の北浅川河床にも、約200万年前のメタセコイアの材化石が露出している。

## ギャラリー

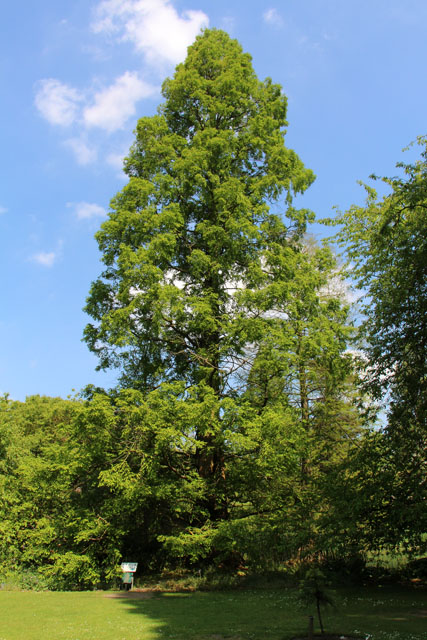
樹形
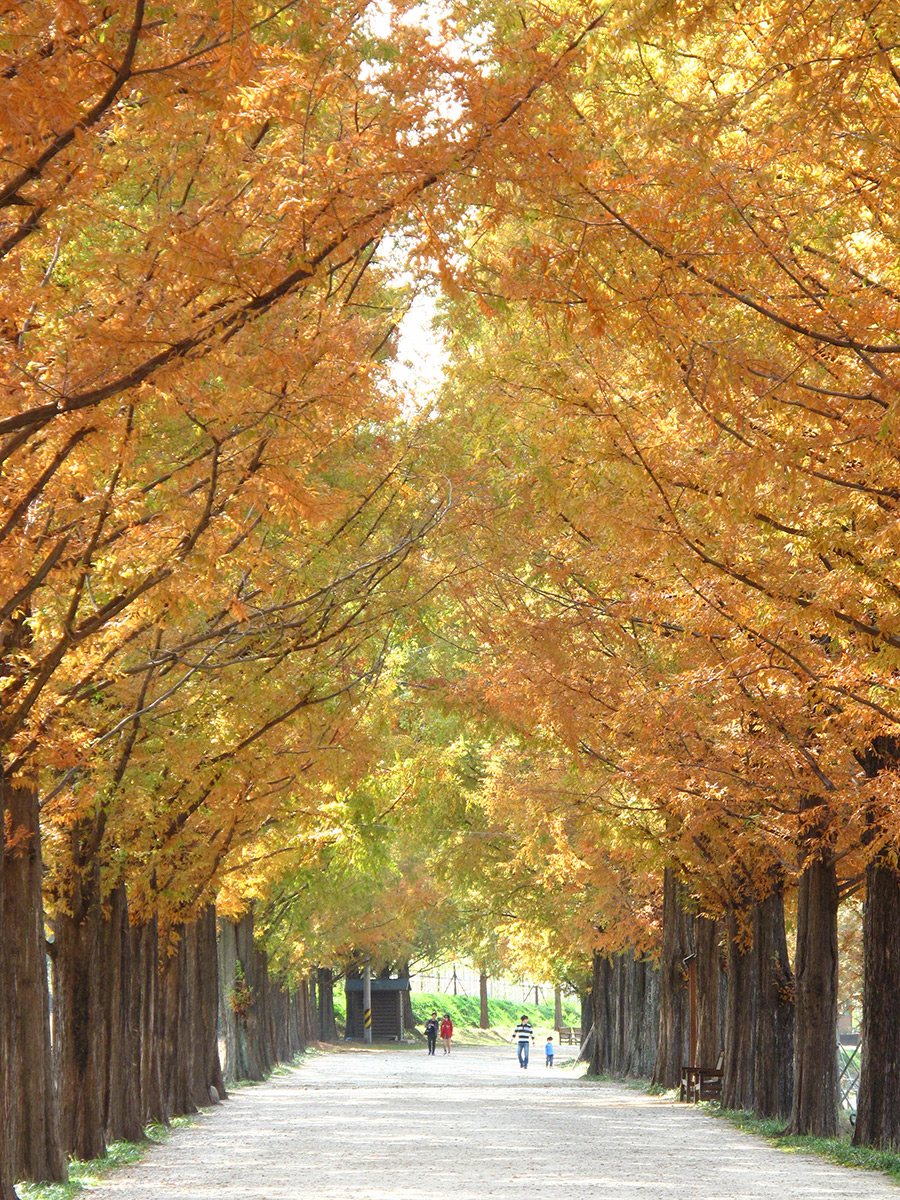
紅葉した並木（韓国）
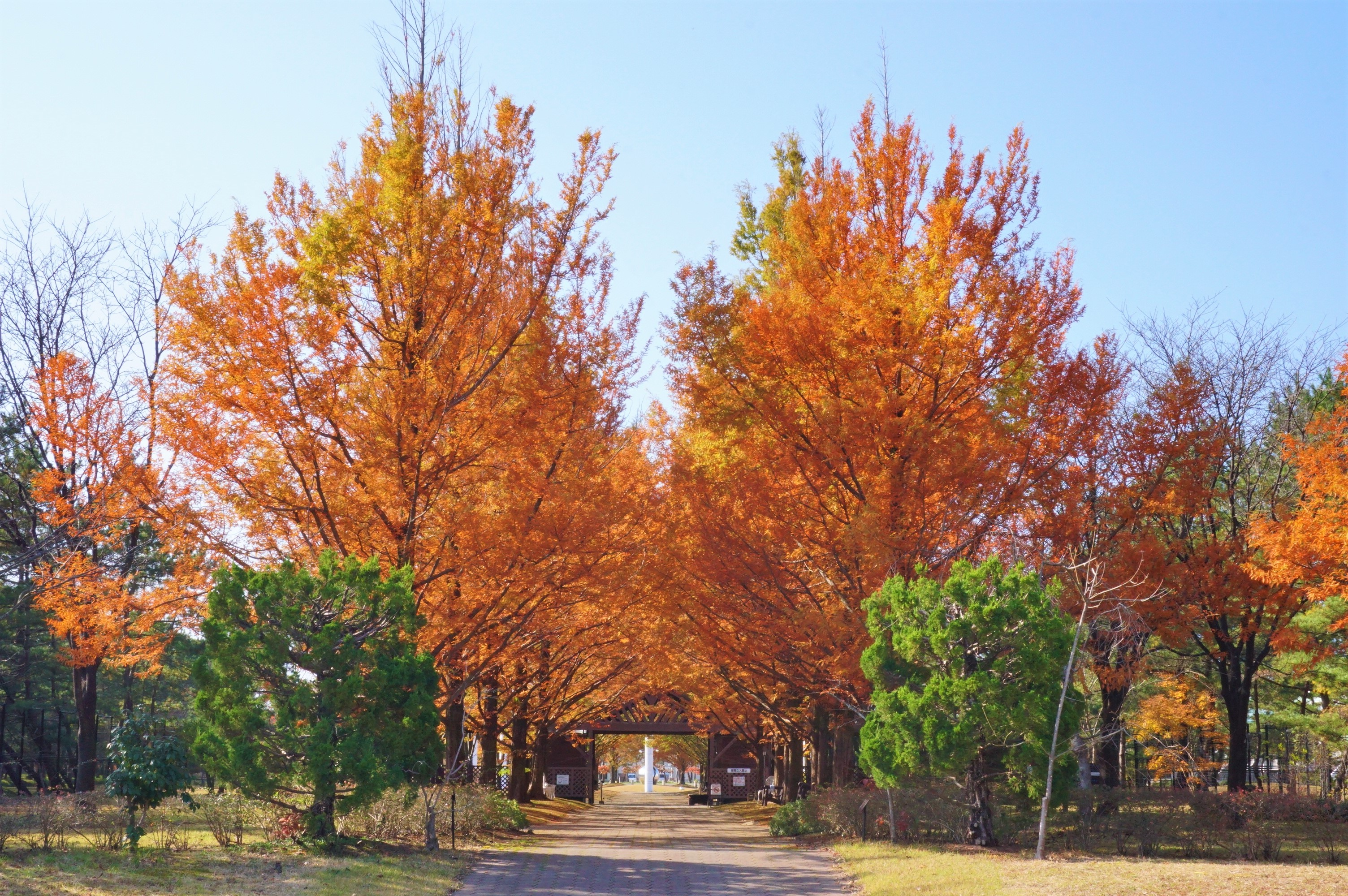
紅葉した並木（秋田県）
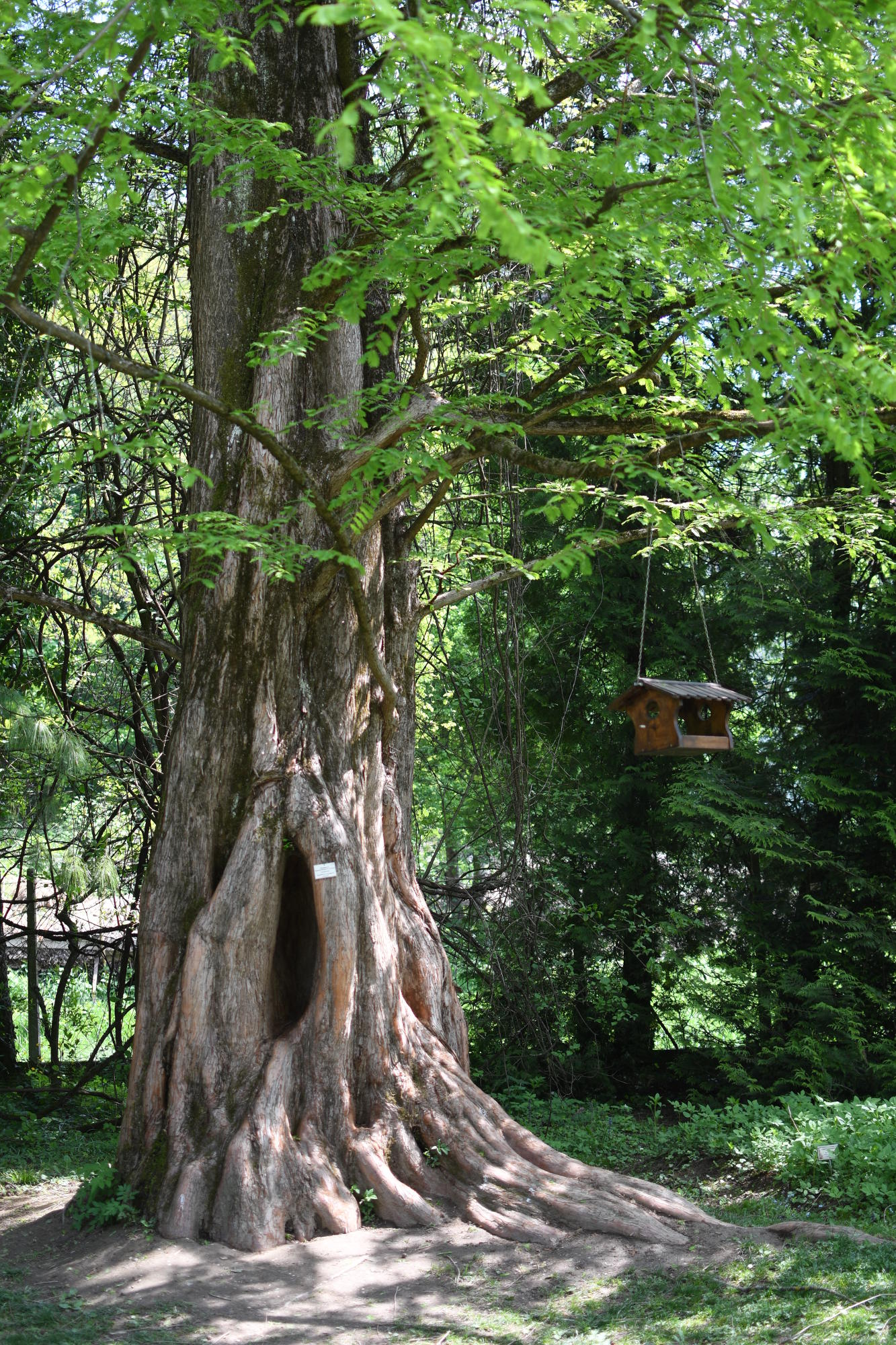
幹
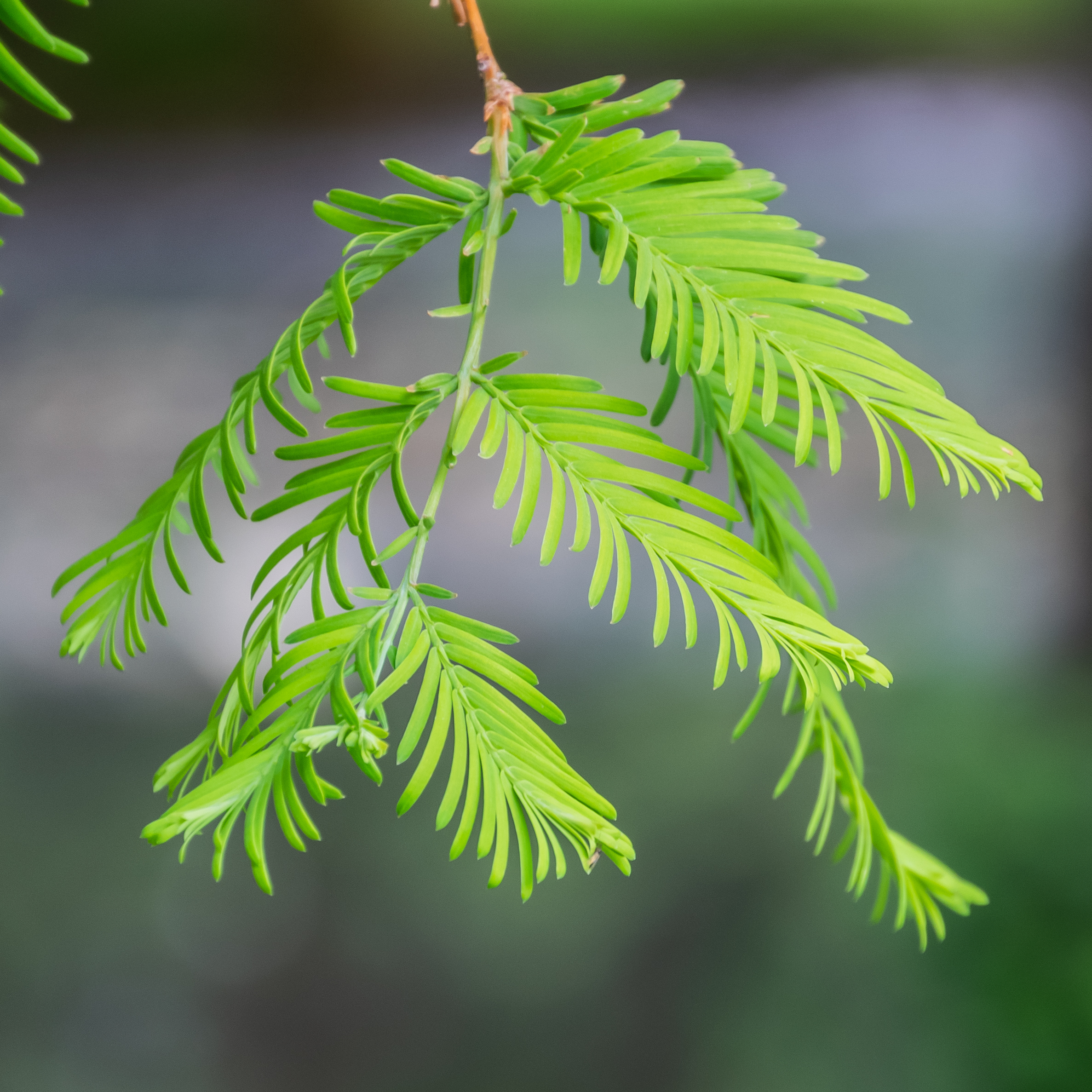
葉
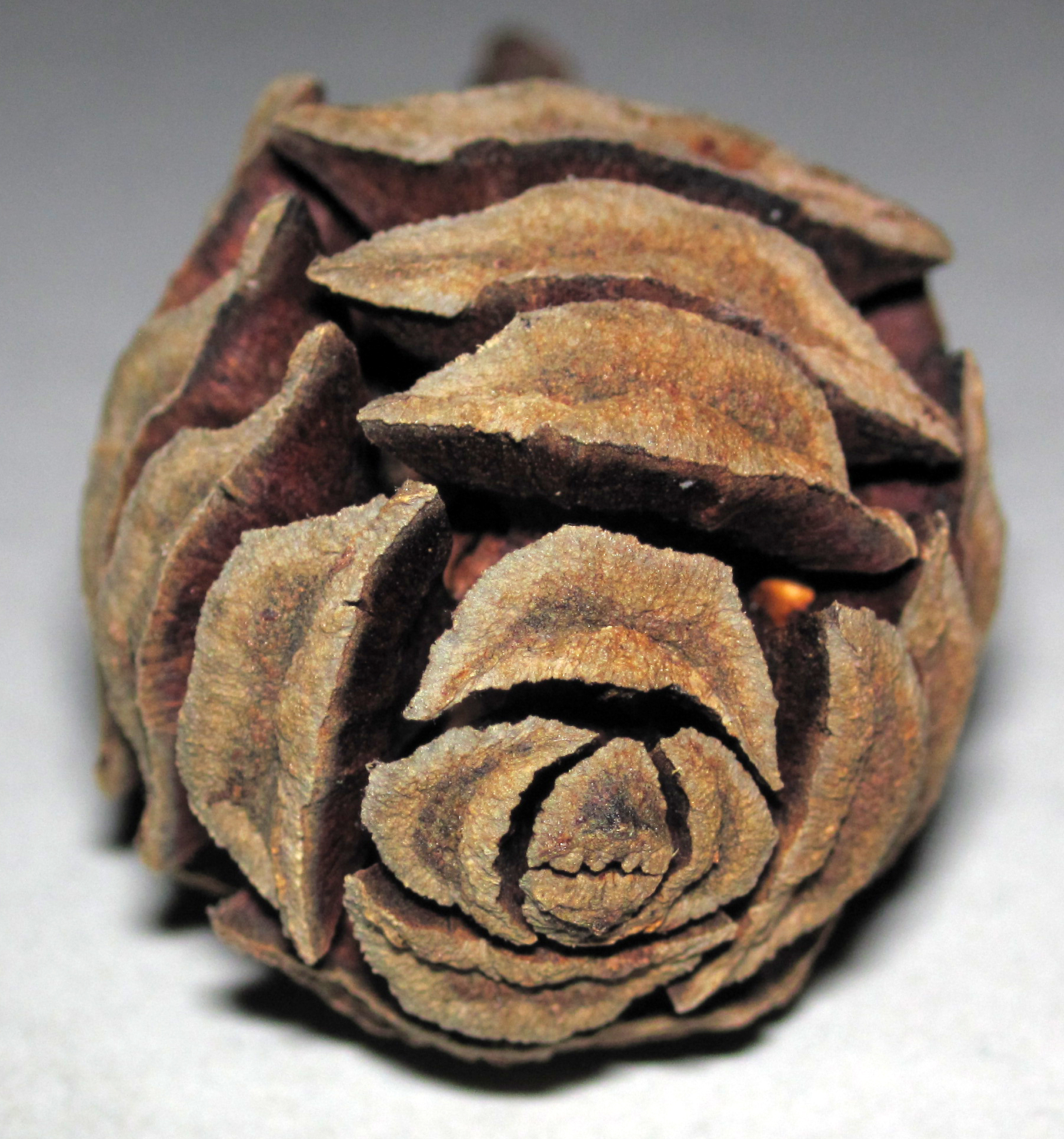
球果（果鱗が対生している）